# Mormyrus macrocephalus
Mormyrus macrocephalus is een straalvinnige vissensoort uit de familie van de tapirvissen (Mormyridae). De wetenschappelijke naam van de soort is voor het eerst geldig gepubliceerd in 1929 door Worthington.